# Weavers Point
Weavers Point är en udde i Storbritannien.   Den ligger i kommunen Yttre Hebriderna och riksdelen Skottland, i den nordvästra delen av landet, 800 km nordväst om huvudstaden London.
Terrängen inåt land är huvudsakligen platt, men åt sydväst är den kuperad. Havet är nära Weavers Point åt sydost.